# Bryan Cranston
Bryan Lee Cranston (sinh ngày 7 tháng 3 năm 1956) là một diễn viên, nhà biên kịch, đạo diễn và nhà sản xuất người Mỹ.
Cranston được biết đến nhiều nhất với vai Walter White trong loạt phim Breaking Bad của đài AMC và vai Hal trong loạt phim sitcom Malcolm in the Middle của đài Fox.
Cranston cũng làm đạo diễn của vài tập trong các sêri phim truyền hình, bao gồm bảy tập của Malcolm in the Middle, ba tập của Breaking Bad và hai tập của Modern Family. Ông cũng xuất hiện trong một vài bộ phim nổi tiếng như Saving Private Ryan (1998), Little Miss Sunshine (2006), Drive (2011), Argo (2012) và Godzilla (2014).